# Гибралтар во Второй мировой войне

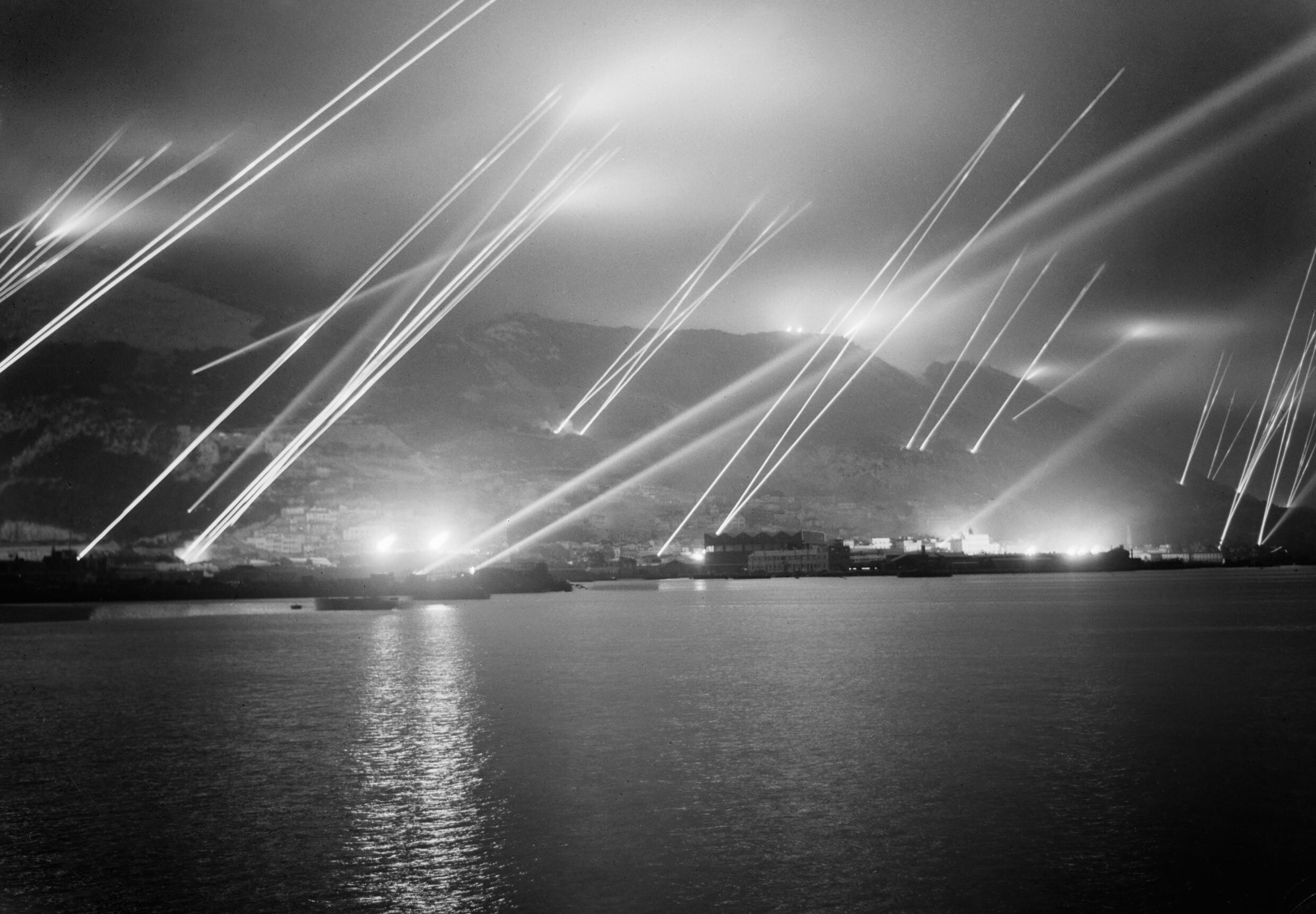
Прожекторы на Гибралтаре во время авианалёта. 20 октября 1942 года.

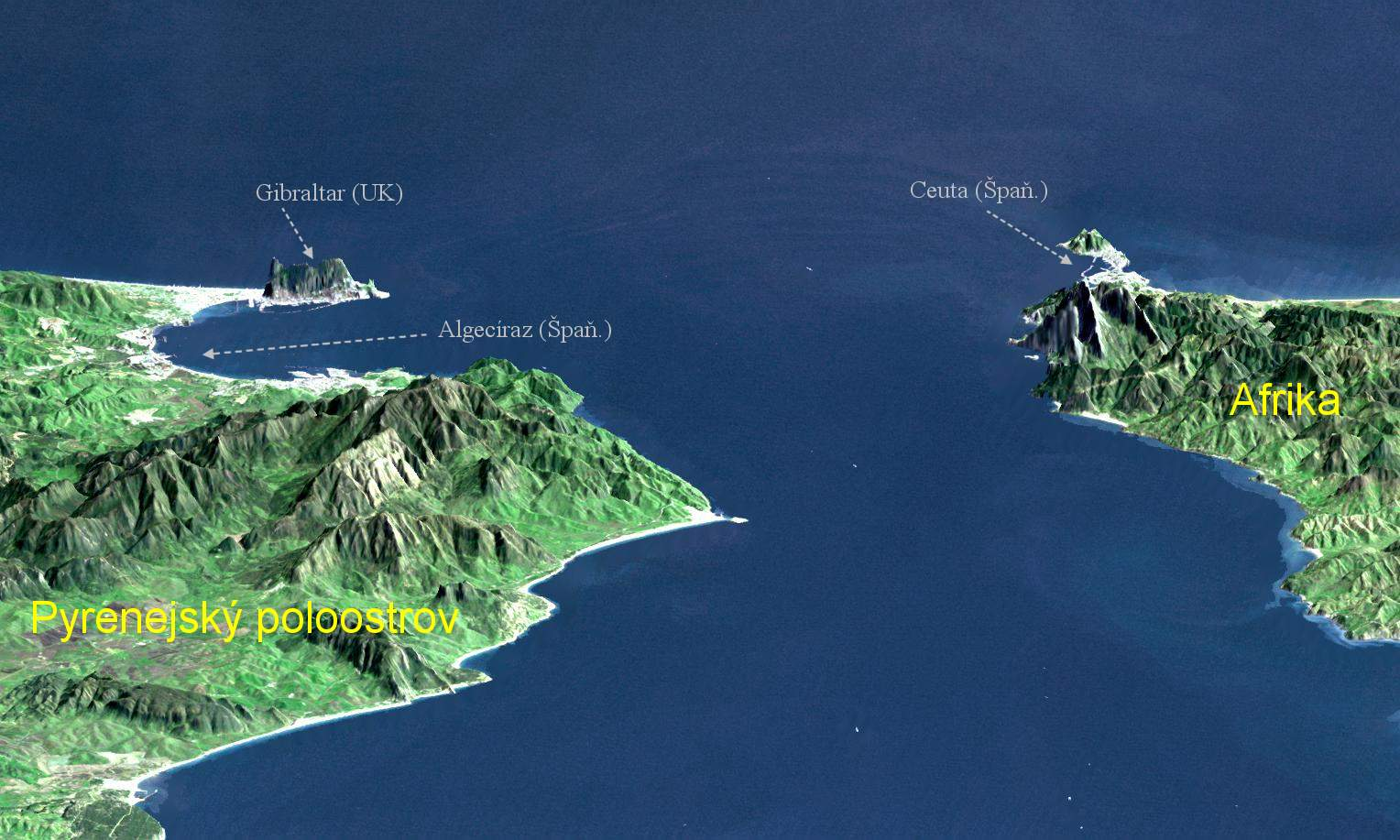

Гибралтар во Второй мировой войне — положение заморской территории Великобритании в пиренейском полуострове — Гибралтара во время Второй мировой войны. В эти годы Гибралтар являлся очень важной, стратегической точкой на Средиземноморье, являясь не только военно-морской базой Британской Империи в этом регионе, но и перевалочным пунктом по снабжению военной техникой и войсками Североафриканского региона, в том числе по океаническим и морским путям из США. В 1940-1943 годах в Северной Африке шли ожесточенные бои сил британского содружества и итало-германской военной группировки под командованием генерала, а позднее фельдмаршала Роммеля. Именно поэтому Гибралтар начиная с сентября 1939 года и до фактически 1944 года являлся объектом постоянных диверсионных операций сил нацистской Германии и особенно его союзника Королевства Италии, как наиболее близко расположенной территории стран «Оси» к Гибралтару.

## История

### Краткая история Гибралтара
Гибралтар представляет собой территорию на юге Пиренейского полуострова, включающая Гибралтарскую скалу и песчаный перешеек, соединяющий скалу с Пиренейским полуостровом. Долгое время эта территория находилась во владении мавров, затем в 1462 году в ходе Реконкисты его захватила Испания, но в 1704 году на закате Испанской империи Гибралтар был захвачен Британской империей и с тех пор принадлежит Великобритании, оставаясь при этом оспариваемой территорией Испании. Значение Гибралтара возросло особенно после 1869 года, когда в Египте был открыт Суэцкий канал. Таким образом Гибралтарский пролив стал кратчайшим путём из Атлантического океана, (а следовательно из Великобритании), в Средиземное и Красное моря и их порты. Присутствие Великобритании на Средиземноморье на Мальте, в Египте и в том числе на самом Гибралтаре усилило её возможности и интересы в этом регионе. Однако после прихода к власти фашистов в Италии после 1922 года, на основе политики ирредентизма, итальянцами Средиземноморье было провозглашено зоной их исключительного влияния и интересов. Названное как Mare Nostrum или «Наше море» Муссолини, началась проводиться политика по созданию новой Итальянской империи с планируемым захватом территорий некогда входивших в состав Римской империи. Тем более, что с начала XX века у Италии в этом регионе появились свои колонии и территории: Ливия и острова Додеканес. Ситуация в регионе обострилась после начавшейся в Испании гражданской войны, в ходе которой Италия и Германия поддержали мятежного генерала Франсиско Франко. Вместе с тем, Великобритания и другие державы Запада предпочли воздерживаться от вмешательства в конфликт в Испании. После победы Франко в войне, он становится фактически союзником стран «Оси». Однако после начала Второй мировой войны 1 сентября 1939 года, несмотря на настойчивые предложения Гитлера о вступлении в войну на его стороне и первым делом захвате Гибралтара, Испания заявляет о вооруженном нейтралитете.

### Эвакуация гражданских лиц и усиление военного присутствия

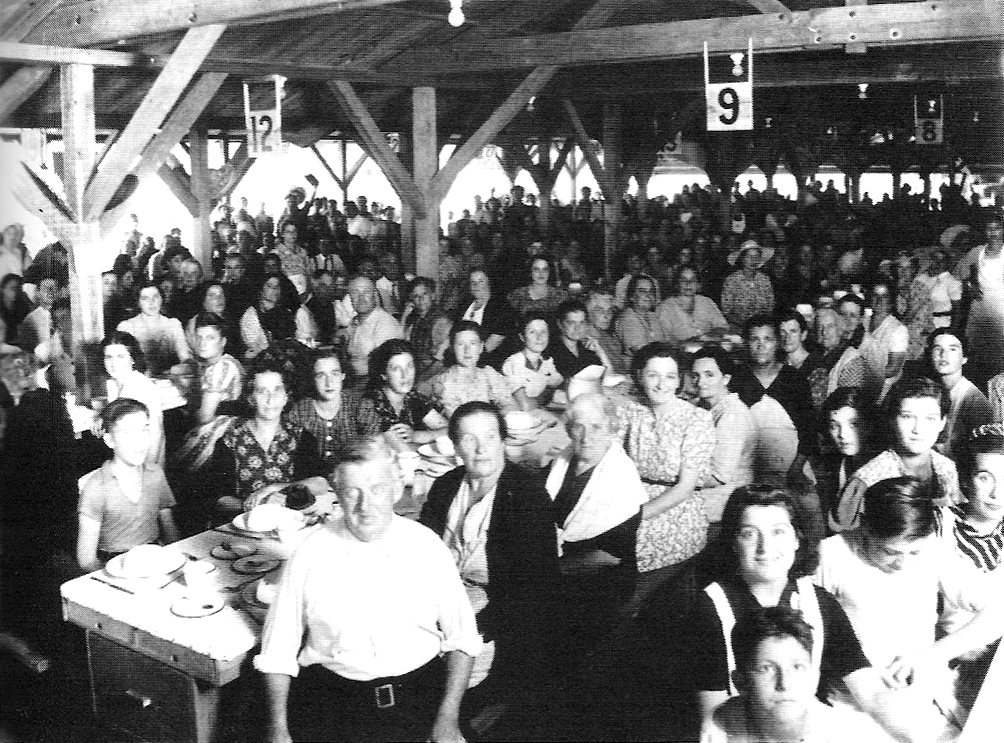
Беженцы из Гибралтара на Ямайке.

Реконструкция взлетно-посадочной полосы аэродрома Гибралтара. 1941 год.

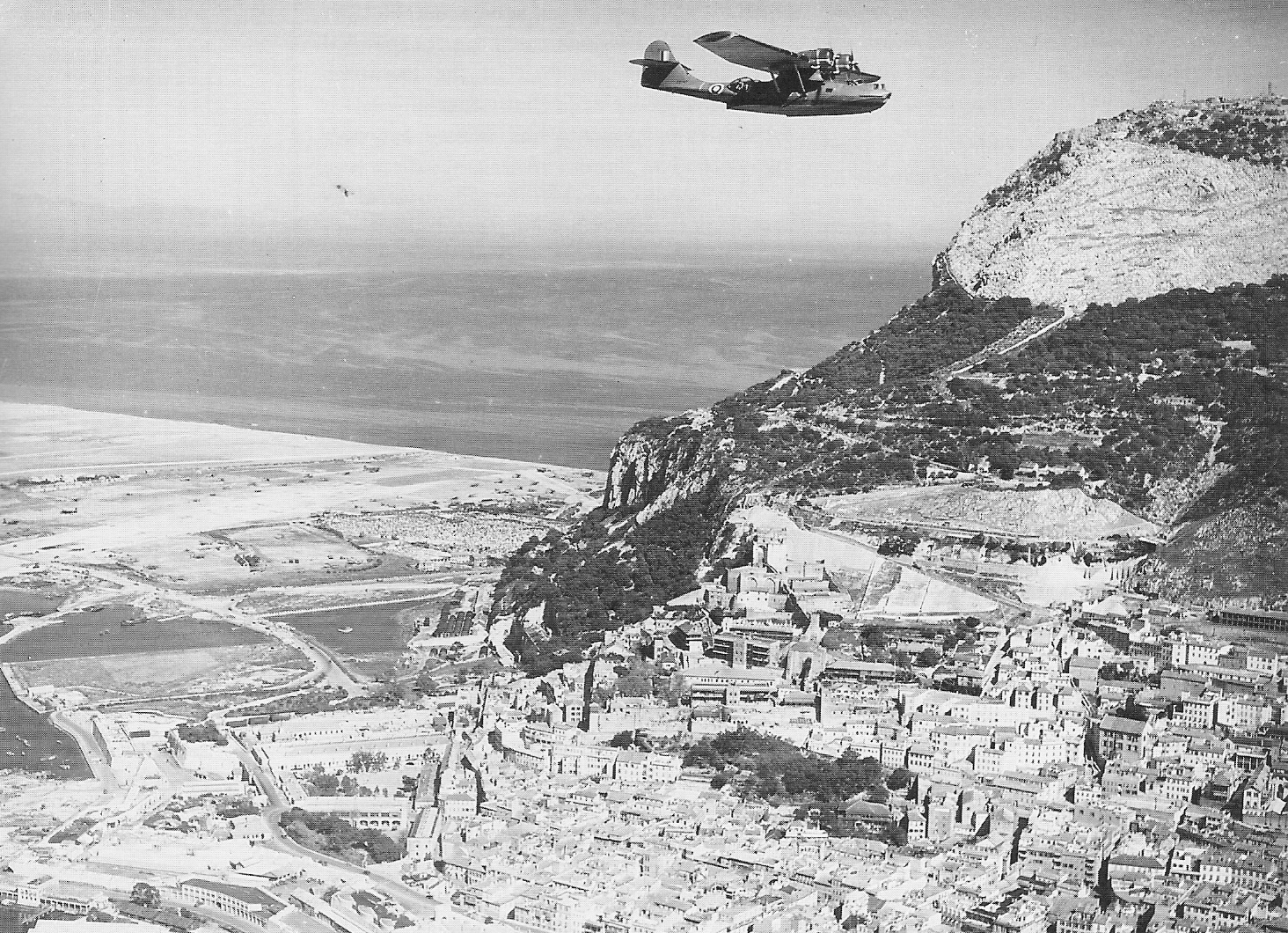
Гидросамолёт «Каталина» ВВС Великобритании пролетает возле Гибралтарской скалы. Март 1942 года.

Понимая, что Гибралтар, как важная стратегическая точка Великобритании, может попасть под удар войск стран «Оси», британцами было принято решение усилить военно-морскую базу и прилегающие территории, а также начать массовую эвакуацию мирного населения проживавшего здесь. Уже в начале июня 1940 года около 13 500 мирных жителей были переправлены из Гибралтара в Касабланку и во Французское Марокко. Однако после капитуляции французов перед немцами в июне 1940 года, новое прогерманское французское правительство Виши сочло присутствие эвакуированных гибралтарцев в Касабланке невозможным и искало возможности для их высылки. Вскоре такая возможность представилась, когда под командованием коммондора Кричтона прибыли 15 британских грузовых судов, репатриировавших 15 000 французских военнослужащих, спасенных из Дюнкерка. После того, как их собственные спасенные военнослужащие высадились, корабли были интернированы вишистами, пока британцы не согласились забрать всех эвакуированных. Хотя Кричтон не смог получить разрешения на очистку и пополнение своих кораблей (и вопреки приказу Британского Адмиралтейства, запрещавшему принимать эвакуированных), когда он увидел массу гражданских лиц, проходящих через доки, он открыл свои трапы для абордажа. Незадолго до этого британский флот уничтожил несколько французских военных кораблей в Мерс-эль-Кебире, чтобы они не попали в руки немцев. Вынужденное нападение британской авиации, в ходе которого погибло 1297 французских моряков, привело к высокой напряженности, которая стала очевидной, когда французские войска заставили семьи эвакуированных гибралтарцев взять на корабли только те их вещи, которые они могли с собой унести, оставив при этом много имущества. Однако, когда они прибыли в Гибралтар, губернатор не позволил им высадится с кораблей, опасаясь, что, как только эвакуированные вернутся сюда, будет практически невозможно эвакуировать их уже во второй раз. Когда разразилась эта новость, на площади Джона Макинтоша в центре Гибралтара собралась толпа, были произнесены речи, и два члена городского совета в сопровождении исполняющего обязанности президента биржи и коммерческой библиотеки отправились к губернатору (сэру Клайву Лидделлу) просить, чтобы эвакуированным разрешили остаться после получения инструкций из Лондона. В Гибралтаре они должны были дождаться других кораблей, чтобы забрать их со скалы, и к 13 июля повторная эвакуация из Гибралтара была завершена.
Британский консервативный политик Оливер Стэнли согласился принять эвакуированных в Соединенном Королевстве, но поспорил с Гибралтаром о количестве принимаемых людей. По его словам, губернатор назвал число эвакуированных сначала 13 000, затем 14 000 и, наконец, 16 000 человек, он попросил разъяснить ситуацию, подчеркнув нехватку жилья в Великобритании и настаивая на том, что могут быть приняты только 13 000 человек, 2000 из которых должны быть отправлены на португальский Атлантический остров Мадейра ситуация, ответил генерал Лидделл 19 июля, — в том, что это крепость, которая может подвергнуться тяжелому и немедленному нападению, и здесь не должно быть гражданских лиц, в то время как здесь 22 000 число 13 000 было отправлено в Марокко, и ещё больше было бы отправлено, если бы ситуация там не изменилась. В Лондоне эвакуированные были переданы в руки Министерства здравоохранения, и многие были размещены в районе Кенсингтона. Беспокойство о них в Гибралтаре росло по мере того, как усиливались воздушные налеты на Лондон в сочетании с прибытием душераздирающих писем, описывающих обстоятельства, в которых жили эвакуированные.
В сентябре среди эвакуированных и в Гибралтаре уже ходили слухи о том, что вновь обсуждается возможность эвакуации гибралтарцев, на этот раз на Ямайку, в Вест-Индию. После долгих споров было принято решение направить на остров партию непосредственно из Гибралтара, и 1093 эвакуированных отправились на Ямайку 9 октября, а затем ещё больше. Однако петиции последовали, и требования были удовлетворены, отчасти по стратегическим причинам и из-за отсутствия судоходства. Таким образом, по состоянию на конец 1940 года примерно 2000 эвакуированных находились на Ямайке, а меньшее число-на Мадейре, при этом основная часть из 10 000 человек размещалась в районе Лондона.
Параллельно с этим велось укрепление и строительство оборонительных объектов Гибралтара. В городе началась интенсивная подготовка к обороне, включавшая прокладку тоннелей в скале и укрепление защитных сооружений. В результате было построено более 48 км подземных проходов и организовано множество позиций противовоздушных батарей. На военно-морской базе было сформировано новое мощное подразделение — Соединение H, задачами которого становились защита Гибралтарского пролива и поддержка сил союзников в Северной Африке, Средиземном море и Атлантике. Площадь лётного поля, получившего новое обозначение RAF North Front, было увеличено за счёт грунта, образовавшегося при прокладке тоннелей, оно стало способным принимать бомбардировщики. Резко возросло число солдат гарнизона, которое к 1943 году достигло 17 000 человек. За счёт корабельной группировки к ним прибавилось ещё 20 000 человек.
Строительство взлетно-посадочной полосы военного аэродрома началось в конце 1939 года, и в 1940 году было предложено расширить существующую взлетно-посадочную полосу до длины 1550 ярдов (1417 м). Мелиорация земель началась в конце 1941 года вместе со строительством лагеря RAF на «Северном фронте», теперь RAF Гибралтар. В это время королевские ВВС направили в Гибралтар свою следующую эскадру, и именно в сентябре 1939 года была объявлена война с Германией и появилась большая возможность сосредоточения немецких подводных лодок в Гибралтарском проливе и использования испанских портовых сооружений, замаячил в Адмиралтейском мышлении. В 09:00 (UTC) 9 сентября 1939 года эскадрилья № 202 RAF была направлена в Гибралтар, нагруженная снаряжением.
25 сентября 1939 года была сформирована 200-я (прибрежная) группа, подчиненная штабу ВВС Средиземноморья. Функция группы заключалась в контроле над подразделениями Королевских ВВС, действующими из Гибралтара. В конце 1940 года группа была переведена в Береговое командование. Позже был сформирован объединённый штаб, который начал действовать в начале 1942 года.

## Атаки со стороны стран «Оси»
Имея столь важное в войне географическое и стратегическое положение и являясь фактически главными воротами из Атлантики в Средиземноморье, Гибралтар не мог остаться без внимания генеральных военных штабов Третьего рейха и Италии. Уже с самого начала Гитлер планировал привлечь к захвату Гибралтара испанцев. Немцы и итальянцы оказали значительную военно-техническую помощь Франко и сделали много для того, чтобы он смог прийти к власти в Испании, свергнув республиканское правительство. Однако Франко понимал, что разорённая трехлетней кровопролитной гражданской войной Испания не сможет вступить войну и тем более противостоять такому противнику как Великобритания. Эти опасения ещё больше нашли своё подтверждение к концу 1941 года, когда Вторая мировая война явно начинала затягиваться, сама Британская метрополия так не была захвачена Гитлером и наконец в войну вступили США. Таким образом итальянским и немецким стратегам пришлось разрабатывать план без участия в ней испанцев. Однако дальнейшие события, в том числе и вторжение в СССР в июне 1941 года, не позволяли бросить силы на захват Гибралтара. Поэтому операция постоянно откладывалась. Единственный налёт авиации Вишистской Франции на Гибралтар был лишь отместкой за налёт британской авиации для уничтожения французского флота, чтобы он не достался немцам. Больше французы не предпринимали атак на «Скалу». Единственное что могли страны «Оси» это наносить удары, в основном с воздуха, пытаясь вывести из строя инфраструктуру Гибралтарского порта, принимавшего сотни грузовых судов, а позднее и целые конвои из Великобритании и США для снабжения войск в Северной Африке. Поскольку Италия находилась ближе всего к этому району, то итальянцы решили, действовать скрытно, используя только что созданное специальное военно-морское диверсионное подразделение 10-ю флотилию MAS. Довольно долгое (с 1941 по 1943 годы) присутствие в районе, итальянцам удавалось с помощью своих пловцов-водолазов атаковать британские суда в порту Гибралтара, причем, делалось это со стороны нейтральной Испании, о чём британцы несомненно догадывались, но не могли предъявить Испании никаких доказательств.

### Атака вишистской Франции
18 июля 1940 года, после нападения британцев на французский флот в Мерс-эль-Кабир, правительство Виши санкционировало бомбардировку Гибралтара. Однако ущерб от этой бомбардировки был небольшим.
Во вторник, 24 сентября, итальянское информационное агентство «Стефани» сообщило: "в отместку за бомбардировку Дакара вчера утром 120 французских самолётов, базирующихся в Марокко, атаковали Гибралтар. В тот же день агентство «Юнайтед Пресс» сообщило: "французское правительство опубликовало официальное опровержение сообщений, согласно которым французские самолёты якобы атаковали Гибралтар. До сих пор никаких атак не проводилось. Но сообщение «Юнайтед Пресс» заканчивалось зловещей нотой: «французские атаки неизбежны.»
В тот же день французское правительство Виши отдало приказ подвергнуть бомбардировке военно-морскую базу Гибралтара. В результате в операции были задействованы шесть бомбардировочных эскадрилий французских ВВС Виши (Armée de l’Air de Vichy) и четыре эскадрильи французского флота Виши (Marine nationale de Vichy). 64 бомбардировщика вылетели с баз в Оране, Тафаруи (Алжир), Мекнесе, Медиуне и порт-Лиоте (Марокко). Действия Франции были одобрены как германской, так и итальянской комиссиями по перемирию.

### План вторжения на Гибралтар

Береговое орудие на Гибралтаре.

Скала прошла через войну относительно невредимой, но, учитывая её стратегическое значение, Германия планировала захватить Гибралтар. План под кодовым названием «Феликс», подписанный самим Адольфом Гитлером, был сформулирован на высшем уровне командования. С разрешения или без него Германия войдет в страну через Испанию и нападет на Гибралтар, вытесняя британцев из Западного Средиземноморья. Пролив будет фактически закрыт для союзников, как только Гибралтар окажется в руках Германии, вынуждая связанное с Азией судоходство союзников пройти весь путь вокруг Африки, а не продвигаться на восток по наиболее короткому маршруту через Средиземное море и Суэцкий канал. Скала должна была подвергнуться бомбардировке с пикирования самолётами, покидавшими Францию, но затем приземлившимися на испанских авиабазах. Чтобы не допустить возможного захвата базы испанцами, немецкие создатели плана решили, что окончательное наступление на Гибралтар будет предпринято только немецкими войсками.
Дипломатический провал на высшем правительственном уровне помешал проведению в начале 1941 года операции, детально разработанной Вермахтом летом и осенью 1940 года.
Корпус генерала Людвига Кюблера должен был провести настоящую атаку на скалу. Штурмовые силы будут состоять из пехотного полка «Гросдойчланд», 98-го полка 1-й горной дивизии, 26 батальонов средней и тяжелой артиллерии, трех батальонов наблюдения, трех инженерных батальонов, двух дымовых батальонов, отряда из 150 спецназовец отряда Бранденбург 800 и до 150 миниатюрных дистанционно управляемых подрывных машин («Голиаф»), начиненных бризантными взрывчатыми веществами.
В рамках комбинированной операции немецкие ВВС (Люфтваффе) должны были предоставить бомбардировщики Юнкерс 88а, «Штуки», «Мессершмитты», три легких батальона ПВО и три тяжелых батальона ПВО. Нацистская Германия планировала задействовать и свои подводные лодки для вмешательства в британское морское движение и устанавливая береговые батареи, чтобы ещё больше отпугнуть Королевский флот.
10 марта 1941 года, когда надвигалась операция «Барбаросса», Феликс был заменен на операцию «Феликс-Генрих», в соответствии с которой немецкие войска должны были быть частично выведены из СССР для захвата Гибралтара. В результате непримиримости испанского диктатора Франсиско Франко операция была отложена, изменена и в конечном счете прекращена.
В мае 1941 года была разработана Операция «Изабелла», которая предполагала захват Гибралтара и оккупацию всего Пиренейского полуострова. Однако, в связи с провалом германского блицкрига в Советском Союзе, немецкому командованию так и не удалось воплотить план «Изабелла» в жизнь.

### Итальянские бомбардировки Гибралтара
Итальянские бомбардировщики Piaggio P.108 несколько раз атаковали Гибралтар, в основном в 1942 году. Последние налеты на Гибралтар были совершены во время высадки союзников в Алжире в 1942 году, когда эти бомбардировщики успешно поразили даже порт Оран.
Единственным подразделением Королевских ВВС Италии, когда-либо летавшим на Piaggio P.108, была «274-я эскадрилья дальней бомбардировки». Это подразделение было сформировано в мае 1941 года вокруг первых машин, сошедших с конвейеров. Подготовка экипажей продолжалась гораздо дольше, чем предполагалось, и только в июне 1942 года 274-я эскадрилья вступила в строй. Наиболее впечатляющие налеты бомбардировщиков P. 108 были совершены в октябре 1942 года, когда с Сардинии было предпринято несколько ночных налетов на Гибралтар.
После заключения Кассибильского перемирия (8 сентября), вновь образованная 23 сентября союзная Германии марионеточная Итальянская социальная республика предприняла по меньшей мере два налета на Гибралтар: один в ночь с 4 на 5 июня 1944 года с участием десяти бомбрадировщиков Savoia Marchetti SM 79bis и ещё один налёт 6 июня с девятью самолётами. Обе вылазки были предприняты Группой Aerosiluranti «Buscaglia-Faggioni».
Ниже представлена таблица с датами налётов итальянской авиации на Гибралтар:

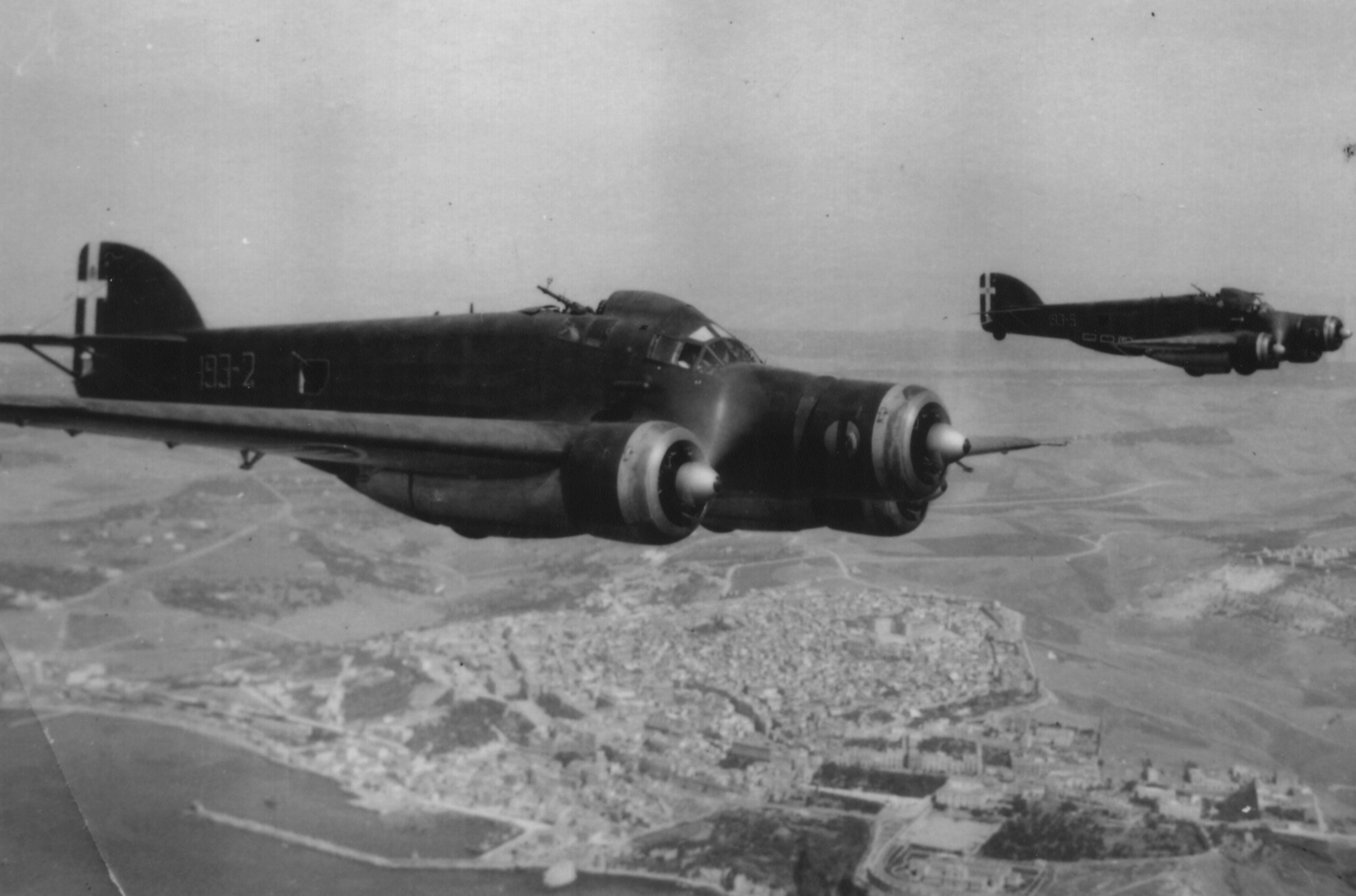
Итальянские бомбардировщики Savoia Marchetti SM.79.

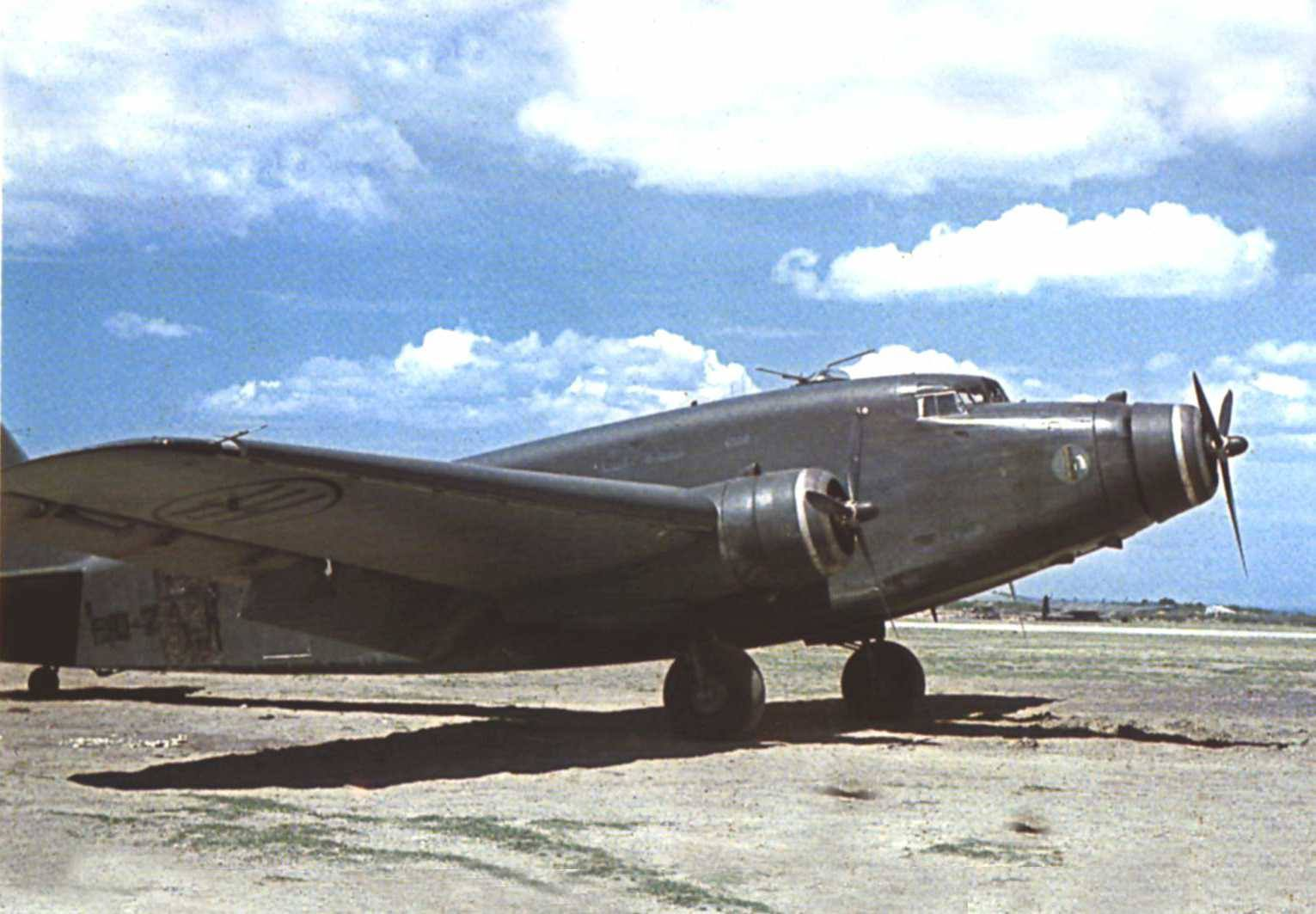
Бомбардировщик Savoia Marchetti SM.82

| Дата                    | Авиационное подразделение                                 | Тип бомбардировщика    | Количество |
| ----------------------- | --------------------------------------------------------- | ---------------------- | ---------- |
| 17/18 июля 1940 года    | Экспериментальное подразделение                           | Savoia Marchetti SM.82 | 3          |
| 25/26 июля 1940 года    | Экспериментальное подразделение                           | Savoia Marchetti SM.82 | 3          |
| 20/21 августа 1940 года | Экспериментальное подразделение                           | Savoia Marchetti SM.82 | 2          |
| 6 июня 1941 года        | Экспериментальное подразделение                           | Savoia Marchetti SM.82 | 1          |
| 11 июля 1941 года       |                                                           | Savoia Marchetti SM.82 | 1          |
| 13 июля 1941 года       |                                                           | Savoia Marchetti SM.82 | 1          |
| 14 июля 1941 года       |                                                           | Savoia Marchetti SM.82 | 1          |
| 1 апреля 1942 года      | 47-я эскадрилья                                           | Savoia Marchetti SM.82 | 3          |
| 28/29 июня 1942 года    | 274-я дальняя бомбардировочная эскадрилья «Grande Raggio» | Piaggio P.108          | 5          |
| 3 июля 1942 года        | 274-я дальняя бомбардировочная эскадрилья «Grande Raggio» | Piaggio P.108          | 1          |
| 24 сентября 1942 года   | 274-я дальняя бомбардировочная эскадрилья «Grande Raggio» | Piaggio P.108          | 2          |
| 20 октября 1942 года    | 274-я дальняя бомбардировочная эскадрилья «Grande Raggio» | Piaggio P.108          | 4          |
| 21 октября 1942 года    | 274-я дальняя бомбардировочная эскадрилья «Grande Raggio» | Piaggio P.108          | 3          |
| 19 июля 1943 года       | 132-я дальняя группа торпедоносцев                        | Savoia Marchetti SM.79 | 10         |

### Диверсионные операции 10-й флотилии MAS
Известный как «плавучий Троянский конь Гибралтара», 10-я флотилия MAS, итальянское подразделение водолазов-диверсантов, созданное во время фашистского правительства, участвовало в многочисленных атаках на гавань Гибралтара.
Гибралтар был очень заманчивой целью для итальянцев, которые видели в нём убежище для британских военных кораблей и союзных торговых судов. Итальянские водолазы первоначально использовали испанскую виллу (Вилла Кармела), расположенную в 3 километрах от Гибралтара, принадлежащую итальянскому офицеру, который женился на испанской женщине по имени Кончита Рамоньино. Позже их база была перенесена на итальянский танкер SS Olterra, интернированный в Альхесирасе.
| Дата                  | Краткое описание операций 10-й флотилии MAS и её подразделений на Гибралтаре |
| --------------------- | --- |
| 21 августа 1940 года  | Итальянская подводная лодка Iride покинула Специю в Италии с планами нападения на Гибралтар 22 августа 1940 года, но сама была потоплена британскими торпедоносцами «Суордфиш». |
| 24 сентября 1940 года | Итальянская подводная лодка «Шире» под командованием Юнио Валерио Боргезе вышла из Специи с тремя торпедами и восемью членами экипажа. Атака была отменена, и субмарина получила приказ вернуться в Ла-Маддалену, потому что британский флот покинул Гибралтар до того, как «Гире» смогла занять позицию. |
| 21 октября 1940 года  | «Шире» покинула Специю и отправилась в Гибралтар с тремя торпедами и восемью членами экипажа. Пилотируемые торпеды вошли в гавань, но не повредили ни одного корабля. Двое членов экипажа были захвачены в плен, а остальные шестеро бежали в Испанию и в конце концов вернулись в Италию. В число шести беглецов входили Тезео Тезеи и Альчиде Педретти. Их торпеда с экипажем позже была выброшена на берег в заливе Эспигон и интернирована испанскими властями. |
| 25 мая 1941 года      | «Шире» покинула свою базу в Специа с тремя пилотируемыми торпедами. В Кадисе (Испания) она тайно погрузила шесть членов экипажа. Они не нашли в Гибралтаре ни одного военного корабля, потому что «Слава», «Арк Ройял» и «Шеффилд» получили приказ выйти в Атлантику в рамках поисков немецкого линкора «Бисмарк», потопленного 27 мая. |
| 10 сентября 1941 года | «Шире» покинула Специю с тремя пилотируемыми торпедами. Он тайно погрузил шесть человек в Кадисе и потопил три корабля: два танкера «Денбидейл» и «Фиона Шелл» и грузовое судно «Дарем». Экипажи торпед поплыли на испанскую территорию после стрельбы из своего оружия и позже вернулись в Италию. |
| Июль 1942 года        | Итальянские водолазы создали базу на итальянском грузовом судне «Ольтерра», которое было интернировано в Альхесирасе близ Гибралтара. Все материалы должны были тайно перевозиться через Испанию, что ограничивало операции. |
| 13 июля 1942 года     | 12 итальянских водолазов вплыли с виллы Кармела в гавань Гибралтара и заложили взрывчатку, потопив четыре грузовых судна («мета», «Эмпайр Бекас», «Барон Дуглас», «шума»). |
| 15 сентября 1942 года | Итальянские водолазы потопили пароход «Рейвенс Пойнт». Шесть итальянцев на трех торпедах покинули «Ольтерру», чтобы атаковать английские военные корабли «Нельсон», «Грозный» и «Яростный». Британский патрульный катер убил экипаж одной торпеды (лейтенанта Визинтини и старшину Магро) глубинной бомбой. Их тела были найдены, а плавательные снасти взяты и использованы двумя водолазами британской гвардии Гибралтара-Сидни Ноулзом и Коммандером Лайонелом Крэббом. Британский патрульный катер обнаружил ещё одну торпеду, погнался за ней и выстрелил, захватив в плен двух итальянцев. Оставшаяся торпеда вернулась на «Ольтерру», потеряв кормового седока. |
| 8 мая 1943 года       | Три итальянские пилотируемые торпеды покинули грузовой корабль «Ольтерра», чтобы атаковать Гибралтар в плохую погоду, и потопили американский корабль "Либерти "«Пэт Харрисон» и английские грузовые суда «Махсуд» и «Камерата». |
| 3 августа 1943 года   | Три итальянские пилотируемые торпеды покинули «Ольтерру», чтобы атаковать Гибралтар, и снова потопили три торговых судна: норвежский «Торшевди», американский «Либерти Харрисон Грей Отис» и британский «Стэнридж». |

## Операция «Трейсер»

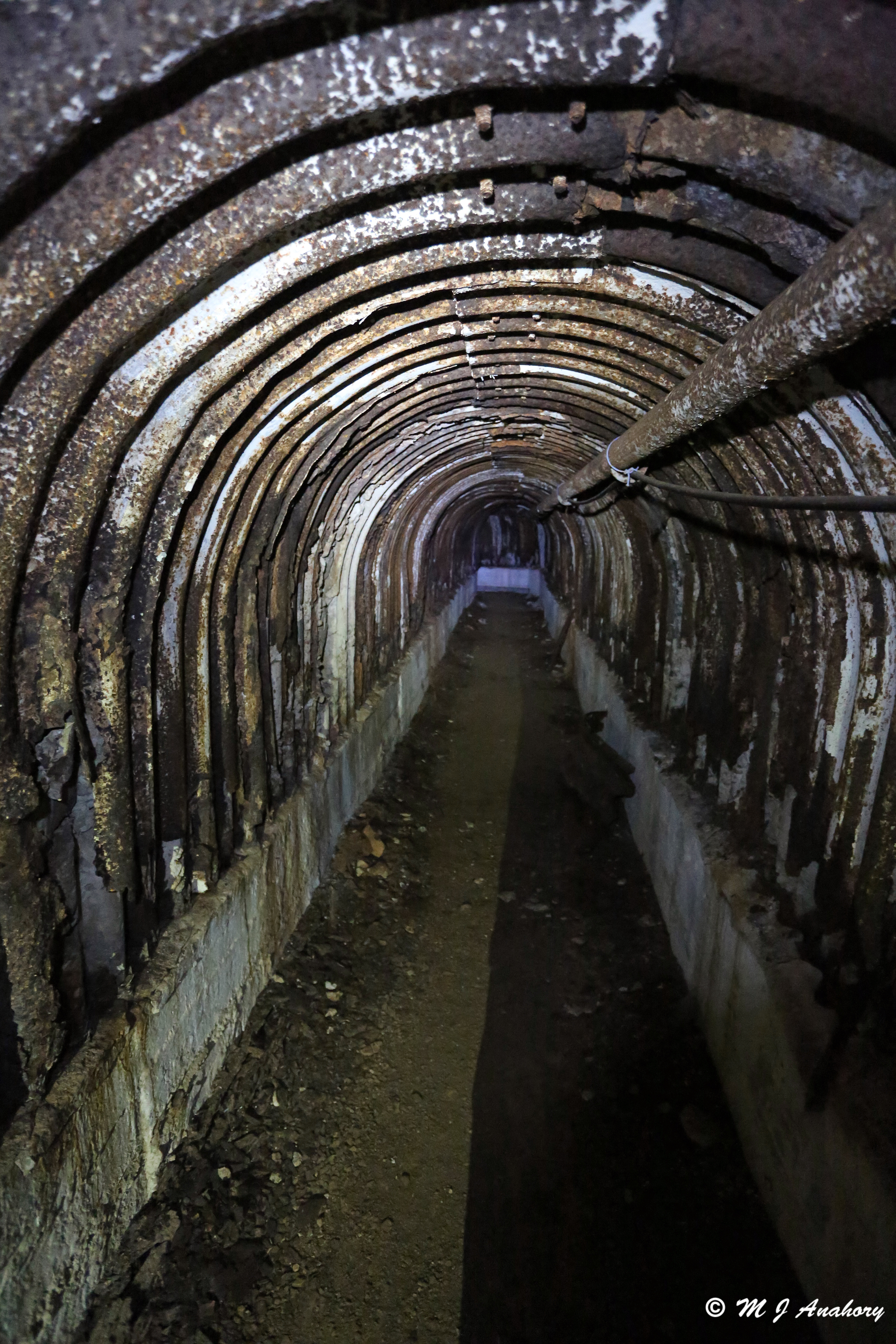
Убежище созданное для операции «Трейсер».

Операция «Трейсер» была сверхсекретной британской шпионской миссией, которая должна была осуществляться только в том случае, если Гибралтар будет захвачен державами Оси. Шесть человек должны были быть заперты в пещере и оставлены с запасами на 7 лет. Добровольцы — два врача, три связиста и их предводитель-будут управлять наблюдательным пунктом с одной 12-дюймовой (300 мм) и 6-дюймовой (150 мм) щелью, выходящей на гавань и скрытую открытую террасу над Средиземным морем. Затем группа телеграфировала в Британское Адмиралтейство обо всех перевозках.
Им сказали, что выхода нет, и всех, кто умрет в камере, придется бальзамировать и зацементировать в кирпичный пол. Только если Германия потерпит поражение в течение первого года, они будут освобождены.
Поскольку в конце 1941 года угроза вторжения стала очевидной, в рамках операции «Трейсер» была разработана идея создания ряда секретных наблюдательных постов (сначала в Гибралтаре, а затем и в других местах, таких как Мальта и Аден).
Работа в Гибралтаре началась сразу же под командованием Джеффри Берли и его главного инженера полковника Фордхэма. Место, выбранное у батареи Лорда Эйри на южной оконечности скалы, уже имело существующую схему туннелирования для укрытия. Обширные испытания оборудования начались в январе 1942 года под наблюдением радиотехника МИ-6 полковника Ричарда Гамбье-Парри. Много внимания уделялось также тому типу людей, которые необходимы для такой странной и сложной задачи. Джордж Мюррей Левик, участник злополучной экспедиции Скотта в Антарктику, был призван в качестве хирурга-командира для консультирования по методам выживания. Были практические вопросы, такие как диета, физические упражнения, санитария, и одежда для рассмотрения, а также жизненно важная «психология персонала». К концу лета 1942 года вся команда была на месте, а их пещера полностью оборудована и готова к оккупации. Было подготовлено всеобъемлющее руководство по всем аспектам операции, и было сочтено, что аналогичные секретные наблюдательные посты должны быть подготовлены по всему миру в случае будущих войн. Однако операция «Трейсер» не понадобилась, поскольку Гитлер переключил свое внимание с Гибралтара на Восточный фронт.
Операция была окутана тайной до тех пор, пока не были обнаружены документы в Государственном архиве в Кью. Ранее, в 1960-х годах, детали этой истории были сообщены журналисту его связями в разведке, и он написал их как «операция обезьяна», но факты были очень скудными.
В 1997 году "Stay Behind Cave " (как его прозвали) была обнаружена в Гибралтаре группой Gibraltar Caving Group, но ни от кого, связанного с миссией, не было получено никакого отчета. Открытие произошло, когда группа столкнулась с сильным порывом ветра в туннеле. Дальнейшие поиски привели к тому, что они пробили стену в камеры, которые никогда не использовались и оставались запечатанными более 50 лет.
В ноябре 2006 года Джим Кроун и сержант-майор Пит Джексон, старший туннельный проводник Королевского гибралтарского полка, встретились, возможно, с единственным оставшимся в живых участником операции «Трейсер», когда они ехали к доктору Брюсу Куперу домой в Англию. Купер, которому исполнилось 92 года в то время, предоставил возможность пролить свет на операцию с его непосредственным участием в миссии в качестве хирурга-лейтенанта в добровольческом резерве Королевского флота (RNVR). Он вспоминал рассказы о своих коллегах, о своей подготовке и своих чувствах по поводу задания.

## Влияние Гибралтара на Североафриканскую кампанию
Планы контрнаступления союзников после нападения на Перл-Харбор осуществлялись к середине 1942 года. Вторжение в Европу в 1943 году было бы неосуществимым, но союзники могли бы атаковать «мягкое подбрюшье Европы» через Средиземное море, как выразился премьер-министр Уинстон Черчилль. План, разработанный президентом Франклином Рузвельтом и Черчиллем под кодовым названием «Операция Факел», предусматривал оккупацию французской Северной Африки: Марокко, Алжира и Туниса. Из этих французских колоний можно было бы начать атаки, которые вытеснили бы Италию из войны.

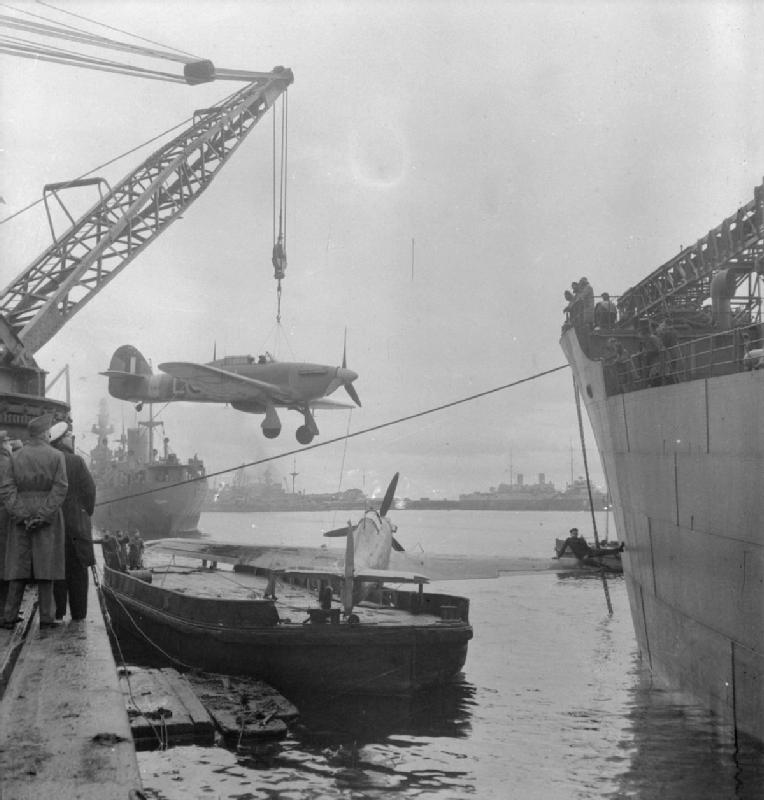
Погрузка британских истребителей для Мальты.

В июле 1942 года генерал-лейтенант Дуайт Эйзенхауэр был назначен главнокомандующим операцией «Факел». Черчилль поставил Гибралтар под командование генерала Эйзенхауэра в качестве временного штаба для этой первой крупномасштабной англо-американской операции войны. Он прибыл в Гибралтар 5 ноября 1942 года, чтобы взять на себя не только командование операцией «Факел», но и военное командование Гибралтаром.
Генерал Эйзенхауэр остался в монастыре, официальной резиденции губернатора, но его оперативный штаб располагался в небольшом помещении в туннеле в самом сердце скалы. В своих мемуарах генерал Эйзенхауэр писал:
Подземные ходы под скалой были единственным доступным местом для офиса, и в них находилось сигнальное оборудование, с помощью которого мы рассчитывали поддерживать связь с командирами трех штурмовых отрядов. Вечная тьма туннелей то тут, то там была частично пронизана слабыми электрическими лампочками. Сырой, холодный воздух в длинных коридорах был тяжелым от застоя и не реагировал на стук электрических вентиляторов. Через сводчатые потолки непрерывно капала, капала, капала поверхностная вода, которая верно, но тоскливо отсчитывала секунды бесконечного, почти невыносимого ожидания, которое всегда происходит между завершением военного плана и моментом начала действия.
Сто тысяч солдат в открытом море на множестве транспортов сошлись на Гибралтаре. Более 400 самолётов всех типов были втиснуты в зоны рассредоточения вокруг Гибралтарской взлетно-посадочной полосы. Истребители были погружены в ящики и собраны на аэродроме. каждый доступный уголок хранилища с боеприпасами, топливом и другими предметами первой необходимости. 168 американских летчиков были размещены в столовой Королевских ВВС на Северном фронте.
8 ноября 1942 года 466 самолётов из Гибралтара приземлились на захваченных аэродромах Северной Африки.
Из своего штаба в Гибралтаре генерал Эйзенхауэр и адмирал сэр Эндрю Браун Каннингем руководили операцией «Факел», первой крупной комбинированной боевой операцией во время Второй мировой войны с участием американских и британских войск.

### Подземный Гибралтар
С учётом того, что Гибралтар является небольшим городом, защищенным лишь несколькими оборонительными сооружениями, решение заключается в том, чтобы построить массивную серию туннелей и камер внутри естественной защиты Гибралтарской скалы. Этот «город» внутри скалы содержал собственную электростанцию, водопровод и больницу. Некоторые солдаты, стоявшие здесь, месяцами не видели дневного света. Две канадские инженерные роты, единственные солдаты с алмазными сверлами и пять британских инженерных рот, добавили около 30 миль (48 км) таких туннелей, подвиг, считавшийся невозможным в то время. Этого было достаточно, чтобы удержать все 30 000 солдат на скале. Сегодня в скале больше подземных туннелей, чем дорог.

## Гибель Владислава Сикорского

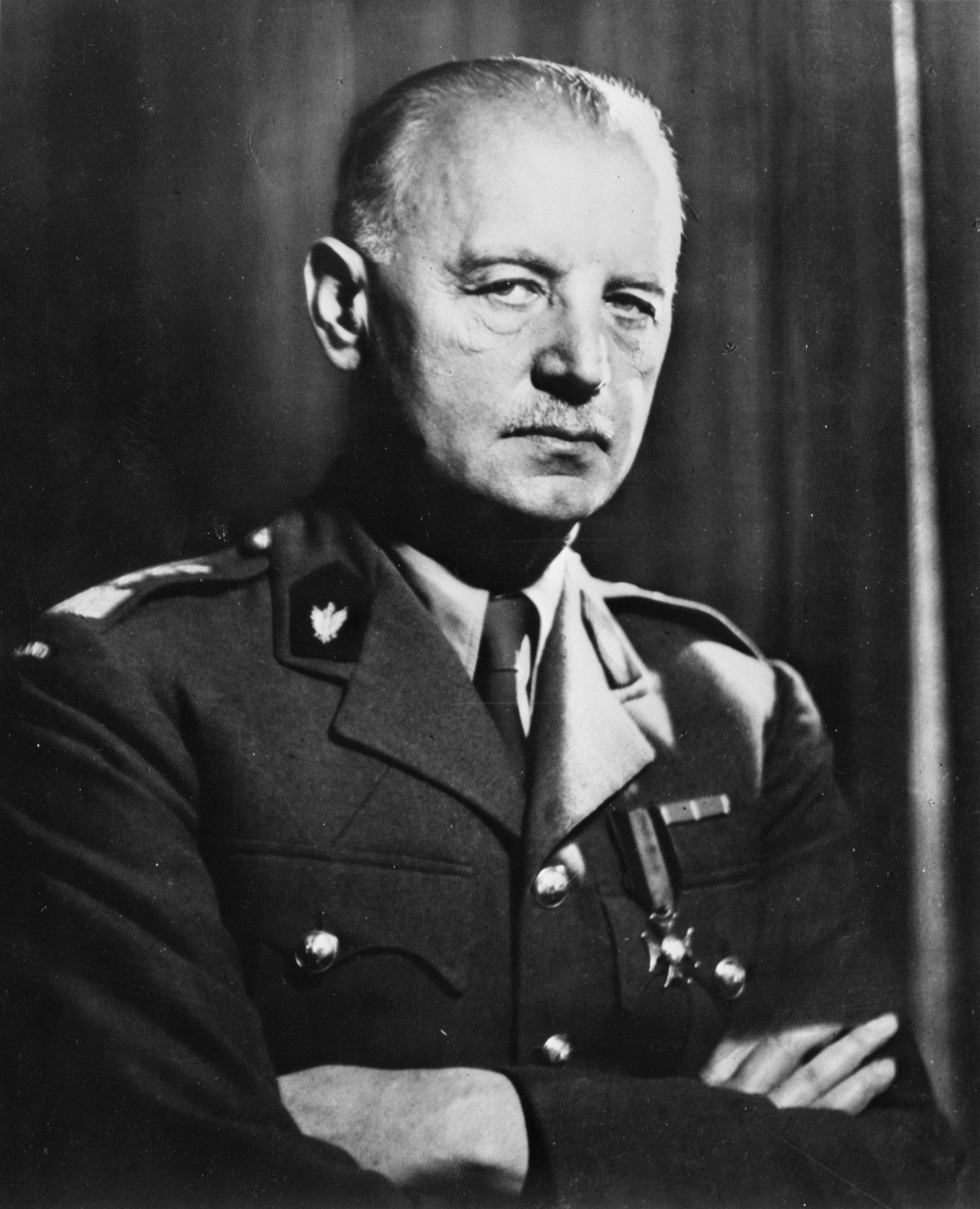
Владислав Сикорский.

4 июля 1943 года из Гибралтара в Великобританию вылетел бомбардировщик B-24 Liberator транспортного командования Королевских ВВС. На борту находился генерал Владислав Сикорский, премьер-министр базирующегося в Лондоне польского правительства в изгнании и главнокомандующий его вооруженными силами, возвращавшийся из поездки инспектирования польских войск на Ближнем Востоке.
Самолёт нормально поднялся со взлетно-посадочной полосы, выровнялся, чтобы набрать скорость, но затем внезапно потерял высоту и врезался в гавань. 62-летний генерал погиб вместе с 15 другими военными. Единственным выжившим был пилот чешского происхождения Эдуард Пшаль, которого спас катер Королевских ВВС. Тела пяти пассажиров и членов экипажа, включая дочь Сикорского, так и не были найдены.
Гроб генерала Сикорского и его начальника штаба генерала Килимецкого был накрыт польским национальным флагом и торжественно установлен в Соборе Святой Марии. После заупокойной мессы тела с воинскими почестями были доставлены процессией на верфь Его Величества и отправлены в Лондон в ожидании того дня, когда останки генерала Сикорского будут возвращены освобожденной Польше. Путь на верфь был проложен британскими войсками, гробы несли и сопровождали польские военнослужащие и солдаты.
В 1943 году британский следственный суд расследовал крушение самолёта на котором летел Сикорский, но не смог определить вероятную причину, обнаружив только, что это была авария и «самолет стал неуправляемым по причинам, которые не могут быть установлены». Популярной теорией было недостаточное техническое обслуживание, приводящее к заклиниванию органов управления. Несмотря на это открытие, политический контекст события, в сочетании с различными любопытными обстоятельствами, немедленно породил предположение, что смерть Сикорского не была случайной и могла быть прямым результатом Советского, британского или даже польского заговора.

## Дальнейшие события
Капитуляция Италии в сентябре 1943 года сняла все возможные ограничения по возвращению эвакуированных из Гибралтара. В результате в ноябре был создан Совет по переселению, и на заседании Совета 8 февраля 1944 года были окончательно согласованы приоритеты репатриации. 6 апреля 1944 года первая группа из 1367 репатриантов прибыла на Гибралтар непосредственно из Соединенного Королевства, а 28 мая первая группа репатриантов покинула Мадейру, и к концу 1944 года в Лондоне оставалось только 520 эвакуированных. Лица, возвращающиеся домой, начали претензии на жилье эвакуированных в военное время, и 500 гибралтарцев были вновь эвакуированы в Шотландию и 3000 в лагеря для переселенцев в Северной Ирландии. Ещё в 1947 году в лагерях Северной Ирландии было 2000 человек. Последний из эвакуированных вернулся до 1951 года.